# قائمة إصدارات الطوابع البريدية في عجمان (1964)
الكثير من الطوابع التي أصدرت في إمارة عجمان تصنف ضمن طوابع الكثبان الرملية. طبعت هذه الطوابع بكثرة في الستينيات وأوائل السبعينيات من القرن الماضي، وتكاد تكون عديمة القيمة اليوم.
وجد فينبار كيني وهو رجل أعمال أمريكي ومن هواة جمع الطوابع الفرصة لإنشاء عدد من الإصدارات من الطوابع التي تستهدف سوق جامعي الطوابع المربح. وقد أبرم في عام 1964 اتفاقات مع إمارات الخليج العربي لإصدار طوابع، ومن بينها إمارة عجمان. حملت هذه الطوابع مصورا ذات ألوان وأشكال صارخة وليس لها صلة فعلية بالإمارات.
كان بيع الطوابع البريدية لفترة قصيرة تجارة مربحة للإمارات، حيث كان لمعظم الإمارات القليل من مصادر الدخل، باستثناء إمارة أبو ظبي، التي توفر فيها إنتاج النفط منذ عام 1965. ومع ذلك، انخفضت الإيرادات التي تصل إلى 70 ألف جنيه إسترليني للإمارات الأفقر إلى 30 ألف جنيه إسترليني مع التشبع الحتمي للسوق. شكل بيع الطوابع بحلول عام 1966 المصدر الرئيسي لدخل الإمارات المتصالحة الشمالية.
أدى انتشارها في النهاية إلى تقليل قيمتها، ولهذا السبب، فإن العديد من الكتالوجات الشعبية اليوم لا تدرجها حتى.
اتهم فينبار كيني بالتورط في قضية رشوة في الولايات المتحدة بسبب تعاملاته مع حكومة جزر كوك. انتهت ترتيبات فينبار كيني عندما توحدت الإمارات العربية المتحدة في ديسمبر 1971.
بدأت إمارة عجمان بإصدار طوابع خاصة بها في 20 يونيو عام 1964م، وهذه قائمة إصدارات الطوابع البريدية في عجمان لعام 1964، أصدرت عدة إصدارات، أبرزها الإصدارات التي تحمل صورة حاكم إمارة عجمان راشد بن حميد النعيمي مع صور حيوانات.
- ملاحظة: الاختصارات أدلة الطوابع الذي وثقت فيه هذه الطوابع مع رموزها:

| دليل الطوابع             | المختصر (الرمز) |
| ------------------------ | --------------- |
| دليل ميشيل للطوابع       | Mi              |
| دليل سكوت للطوابع        | Sn              |
| دليل إيفرت وتيلييه       | Yt              |
| دليل طوابع ستانلي جيبونز | Sg              |

### إصدارات راشد بن حميد النعيمي
أُصدر 18 طابعا على ثلاثة إصدرات، صممت وطبعت في نايبس هيراكليو فورنييه، وقد توفرت الطوابع بإصدار مخرم وإصدار غير مخرم:
| #  | تاريخ الإصدار | الوصف                                                                                              | صورة الإصدار المخرم | رموز دليل الطوابع                       | صورة الإصدار غير المخرم | رموز دليل الطوابع | القيمة      |
| -- | ------------- | -------------------------------------------------------------------------------------------------- | ------------------- | --------------------------------------- | ----------------------- | ----------------- | ----------- |
| 1  | 20 يونيو 1964 | طابع ملون تظهر فيه صورة حاكم إمارة عجمان الشيخ راشد بن حميد النعيمي مع صورة حصان                   |                     | Mi: AJ 1A Sn: AJ 1 Yt: AJ 1 Sg:AJ 1     |                         | Mi: AJ 1B         | 1 بيزة      |
| 2  | 20 يونيو 1964 | طابع ملون تظهر فيه صورة حاكم إمارة عجمان الشيخ راشد بن حميد النعيمي مع صورة سمكة ملاك ملكي         |                     | Mi: AJ 2A Sn: AJ 2 Yt: AJ 2 Sg:AJ 2     |                         | Mi: AJ 2B         | 2 بيزتان    |
| 3  | 20 يونيو 1964 | طابع ملون تظهر فيه صورة حاكم إمارة عجمان الشيخ راشد بن حميد النعيمي مع صورة جمل                    |                     | Mi: AJ 3A Sn: AJ 3 Yt: AJ 3 Sg:AJ 3     |                         | Mi: AJ 3B         | 3 بيزات     |
| 4  | 20 يونيو 1964 | طابع ملون تظهر فيه صورة حاكم إمارة عجمان الشيخ راشد بن حميد النعيمي مع صورة سمكة ملاك الملكة       |                     | Mi: AJ 4A Sn: AJ 4 Yt: AJ 4 Sg:AJ 4     |                         | Mi: AJ 4B         | 4 بيزات     |
| 5  | 20 يونيو 1964 | طابع ملون تظهر فيه صورة حاكم إمارة عجمان الشيخ راشد بن حميد النعيمي مع صورة سلحفاة مهمازية الورك   |                     | Mi: AJ 5A Sn: AJ 5 Yt: AJ 5 Sg:AJ 5     |                         | Mi: AJ 5B         | 5 بيزات     |
| 6  | 20 يونيو 1964 | طابع ملون تظهر فيه صورة حاكم إمارة عجمان الشيخ راشد بن حميد النعيمي مع صورة سمكة الجوهرة الأفريقية |                     | Mi: AJ 6A Sn: AJ 6 Yt: AJ 6 Sg:AJ 6     |                         | Mi: AJ 6B         | 10 بيزات    |
| 7  | 20 يونيو 1964 | طابع ملون تظهر فيه صورة حاكم إمارة عجمان الشيخ راشد بن حميد النعيمي مع صورة لقلق أبيض              |                     | Mi: AJ 7A Sn: AJ 7 Yt: AJ 7 Sg:AJ 7     |                         | Mi: AJ 7B         | 15 بيزة     |
| 8  | 20 يونيو 1964 | طابع ملون تظهر فيه صورة حاكم إمارة عجمان الشيخ راشد بن حميد النعيمي مع صورة نورس أبيض العين        |                     | Mi: AJ 8A Sn: AJ 8 Yt: AJ 8 Sg:AJ 8     |                         | Mi: AJ 8B         | 20 بيزة     |
| 9  | 20 يونيو 1964 | طابع ملون تظهر فيه صورة حاكم إمارة عجمان الشيخ راشد بن حميد النعيمي مع صورة صقر وكري (حر)          |                     | Mi: AJ 9A Sn: AJ 9 Yt: AJ 9 Sg:AJ 9     |                         | Mi: AJ 9B         | 30 بيزة     |
| 10 | 7 سبتمبر 1964 | طابع ملون تظهر فيه صورة حاكم إمارة عجمان الشيخ راشد بن حميد النعيمي مع صورة حصان                   |                     | Mi: AJ 10A Sn: AJ 10 Yt: AJ 10 Sg:AJ 10 |                         | Mi: AJ 10B        | 40 بيزة     |
| 11 | 7 سبتمبر 1964 | طابع ملون تظهر فيه صورة حاكم إمارة عجمان الشيخ راشد بن حميد النعيمي مع صورة سمكة ملاك ملكي         |                     | Mi: AJ 11A Sn: AJ 11 Yt: AJ 11 Sg:AJ 11 |                         | Mi: AJ 11B        | 50 بيزة     |
| 12 | 7 سبتمبر 1964 | طابع ملون تظهر فيه صورة حاكم إمارة عجمان الشيخ راشد بن حميد النعيمي مع صورة جمل                    |                     | Mi: AJ 12A Sn: AJ 12 Yt: AJ 12 Sg:AJ 12 |                         | Mi: AJ 12B        | 70 بيزة     |
| 13 | 7 سبتمبر 1964 | طابع ملون تظهر فيه صورة حاكم إمارة عجمان الشيخ راشد بن حميد النعيمي مع صورة سمكة ملاك الملكة       |                     | Mi: AJ 13A Sn: AJ 13 Yt: AJ 13 Sg:AJ 13 |                         | Mi: AJ 13B        | روبية واحدة |
| 14 | 7 سبتمبر 1964 | طابع ملون تظهر فيه صورة حاكم إمارة عجمان الشيخ راشد بن حميد النعيمي مع صورة سلحفاة مهمازية الورك   |                     | Mi: AJ 14A Sn: AJ 14 Yt: AJ 14 Sg:AJ 14 |                         | Mi: AJ 14B        | روبية ونصف  |
| 15 | 7 سبتمبر 1964 | طابع ملون تظهر فيه صورة حاكم إمارة عجمان الشيخ راشد بن حميد النعيمي مع صورة سمكة الجوهرة الأفريقية |                     | Mi: AJ 15A Sn: AJ 15 Yt: AJ 15 Sg:AJ 15 |                         | Mi: AJ 15B        | روبيتان     |
| 16 | 4 أكتوبر 1964 | طابع ملون تظهر فيه صورة حاكم إمارة عجمان الشيخ راشد بن حميد النعيمي مع صورة لقلق أبيض              |                     | Mi: AJ 16A Sn: AJ 16 Yt: AJ 16 Sg:AJ 16 |                         | Mi: AJ 16B        | 3 روبيات    |
| 17 | 4 أكتوبر 1964 | طابع ملون تظهر فيه صورة حاكم إمارة عجمان الشيخ راشد بن حميد النعيمي مع صورة نورس أبيض العين        |                     | Mi: AJ 17A Sn: AJ 17 Yt: AJ 17 Sg:AJ 17 |                         | Mi: AJ 17B        | 5 روبيات    |
| 18 | 4 أكتوبر 1964 | طابع ملون تظهر فيه صورة حاكم إمارة عجمان الشيخ راشد بن حميد النعيمي مع صورة صقر وكري (حر)          |                     | Mi: AJ 18A Sn: AJ 18 Yt: AJ 18 Sg:AJ 18 |                         | Mi: AJ 18B        | 10 روبيات   |

### إصدارات جون كينيدي
أصدرت مجموعة من الطوابع تخلد الرئيس الأمريكي الراحل جون كينيدي الذي اغتيل في 22 نوفمبر 1963، وقد طبعت مطبعة الدولة النمساوية، وقد توفرت الطوابع بإصدار مخرم وإصدار غير مخرم:
| # | تاريخ الإصدار  | الوصف                                                                     | صورة الإصدار المخرم | رموز دليل الطوابع                       | صورة الإصدار غير المخرم | رموز دليل الطوابع | القيمة    |
| - | -------------- | ------------------------------------------------------------------------- | ------------------- | --------------------------------------- | ----------------------- | ----------------- | --------- |
| 1 | 15 ديسمبر 1964 | طابع ملون تظهر فيه صورة جون كينيدي يرتدي ملابس رياضية                     |                     | Mi: AJ 19A Sn: AJ 19 Yt: AJ 19 Sg:AJ 19 |                         | Mi: AJ 19B        | 10 بيزات  |
| 2 | 15 ديسمبر 1964 | طابع ملون تظهر فيه صورة جون كينيدي يرتدي ملابس سباحة                      |                     | Mi: AJ 20A Sn: AJ 20 Yt: AJ 20 Sg:AJ 20 |                         | Mi: AJ 20B        | 15 بيزة   |
| 3 | 15 ديسمبر 1964 | طابع ملون تظهر فيه صورة جون كينيدي برتبة ملازم                            |                     | Mi: AJ 21A Sn: AJ 21 Yt: AJ 21 Sg:AJ 21 |                         | Mi: AJ 21B        | 50 بيزة   |
| 4 | 15 ديسمبر 1964 | طابع ملون تظهر فيه صورة جون كينيدي وزوجته جاكلين كينيدي على متن يخت شراعي |                     | Mi: AJ 22A Sn: AJ 22 Yt: AJ 22 Sg:AJ 22 |                         | Mi: AJ 22B        | 1 روبية   |
| 5 | 15 ديسمبر 1964 | طابع ملون تظهر فيه صورة جون كينيدي مع إليانور روزفلت                      |                     | Mi: AJ 23A Sn: AJ 23 Yt: AJ 23 Sg:AJ 23 |                         | Mi: AJ 23B        | روبيتان   |
| 6 | 15 ديسمبر 1964 | طابع ملون تظهر فيه صورة جون كينيدي مع زوجته وطفله                         |                     | Mi: AJ 24A Sn: AJ 24 Yt: AJ 24 Sg:AJ 24 |                         | Mi: AJ 24B        | 3 روبيات  |
| 7 | 15 ديسمبر 1964 | طابع ملون تظهر فيه صورة جون كينيدي مع ليندون جونسون وهيوبرت همفري         |                     | Mi: AJ 25A Sn: AJ 25 Yt: AJ 25 Sg:AJ 25 |                         | Mi: AJ 25B        | 5 روبيات  |
| 8 | 15 ديسمبر 1964 | طابع ملون تظهر فيه صورة جون كينيدي                                        |                     | Mi: AJ 26A Sn: AJ 26 Yt: AJ 26 Sg:AJ 26 |                         | Mi: AJ 26B        | 10 روبيات |

كما توفر على شكل بطاقة تذكارية تحتوي 4 طوابع:

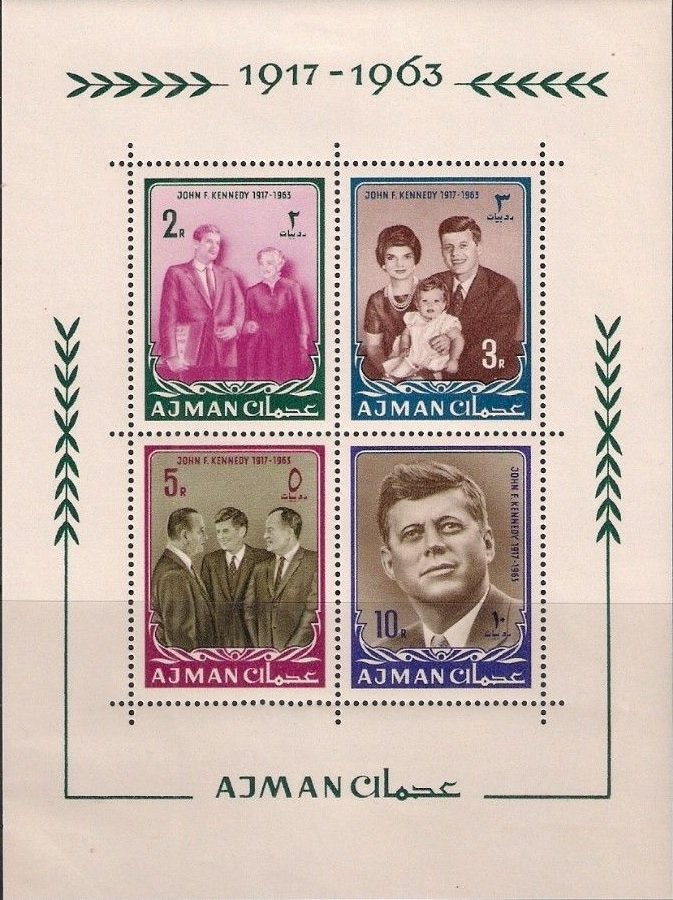
بطاقة بريدية مخرمة تحتوي 4 طوابع (Mi: AJ BL1A, Yt: AJ BF1, Sg: AJ MS26a)
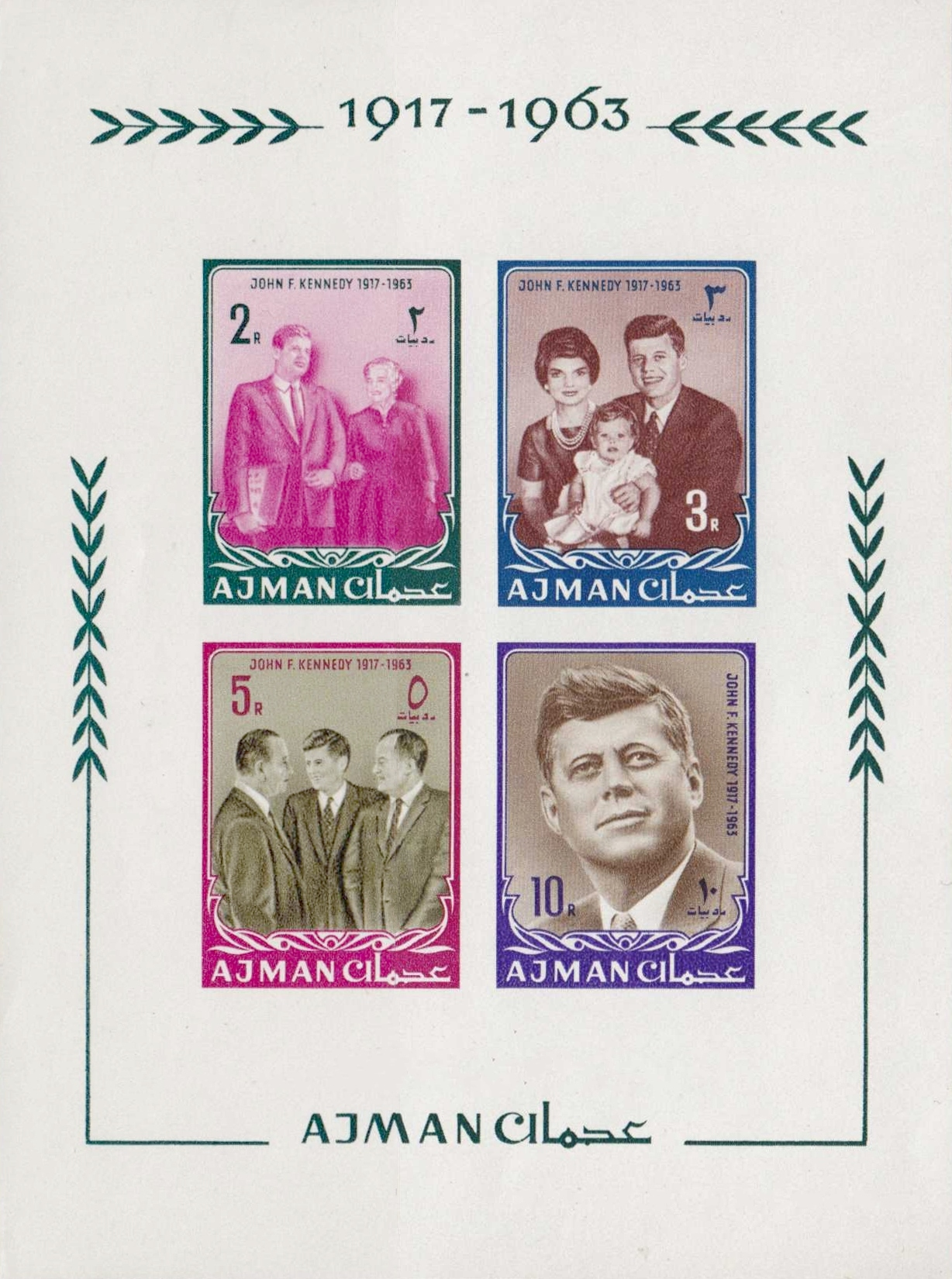
بطاقة بريدية غير مخرمة تحتوي 4 طوابع (Mi: AJ BL1B)
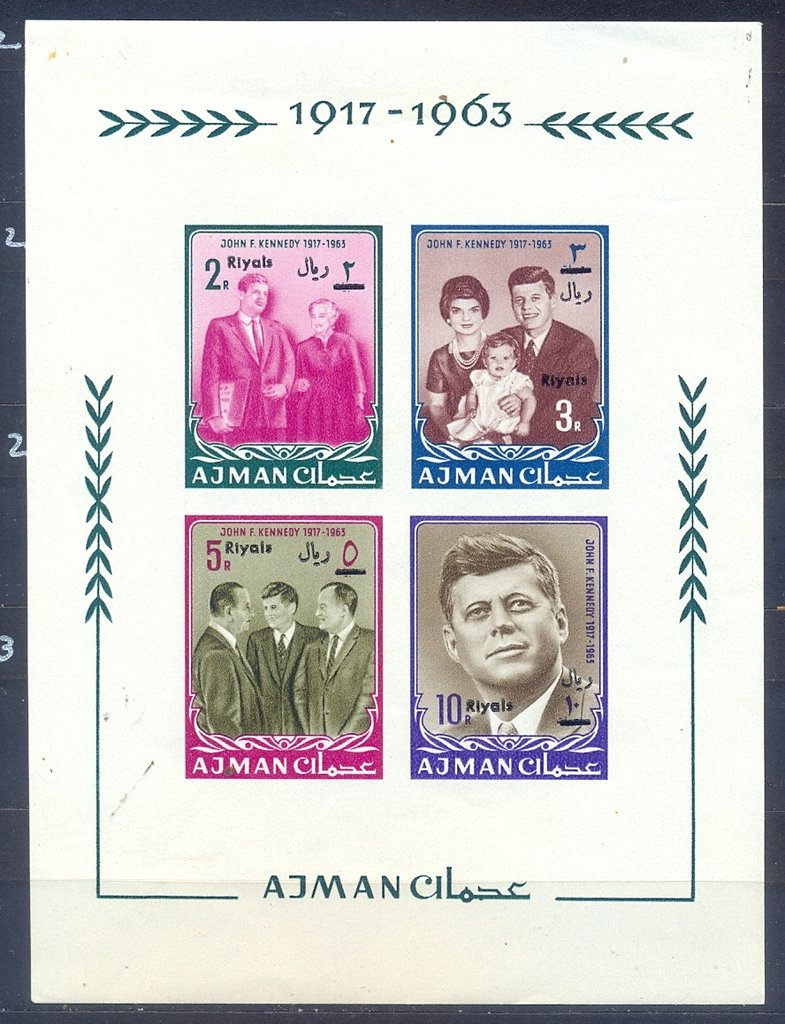
بطاقة تذكارية موشحة بتعديل العملة من الروبية الخليجية إلى ريال قطر ودبي